# Врис, Густав де
Густав де Врис (также встречается написание де Фриз, нидерл. Gustav de Vries, 22 января 1866, Амстердам, Нидерланды — 16 декабря 1934, Харлем, Нидерланды) — нидерландский математик, известный тем, что первым исследовал уравнение Кортевега — де Фриза.

## Биография
Родился в Амстердаме. Учился в Амстердамском университете вместе с Яном Ван-дер-Ваальсом. В 1894 году под руководством Дидерика Кортевега защитил докторскую по теме «Bijdrage tot de kennis der lange golven» («Вклад в знания о длинных волнах»). На следующий год вышла его совместная с руководителем классическая работа «On the Change of Form of Long Waves advancing in a Rectangular Canal and on a New Type of Long Stationary Wave», посвящённая последовательному изучению так называемого уравнения Кортевега — де Фриза. Эта работа стала крупнейшим достижением учёного.
Впоследствии де Врис работал преподавателем математики в высшей школе в Харлеме. В 1931 году ушёл в отставку. 16 декабря 1934 года скончался.